# Jaka Bizilj

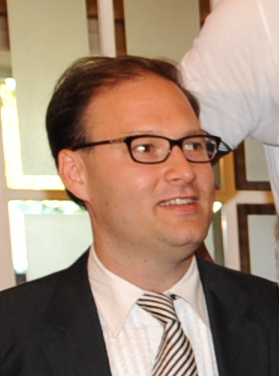
Jaka Bizilj 2009

Jaka Bizilj (* 8. Dezember 1971 in Ljubljana, SR Slowenien) ist ein deutscher Filmproduzent. Musicalproduzent, Konzertveranstalter und Autor.

## Leben
Jaka Bizilj wuchs in Slowenien, Libyen, Tansania, Malaysia und Deutschland auf und erlangte 1991 die Hochschulreife. Bereits während seiner Schulzeit und seines Studiums war er journalistisch für Print, Funk und Fernsehen tätig. Seit 1995 ist er als Veranstalter und Filmproduzent tätig.
2002 rief Bizilj die Initiative Cinema for Peace ins Leben, aus der 2008 die gleichnamige Stiftung hervorging.

## Veranstalter, Produzent, Gründer
1995 begann Bizilj Konzerte auszurichten, z. B. von Andrea Bocelli, Udo Jürgens und Liza Minnelli. Er veranstaltete Tourneen, z. B. mit José Carreras. Zu Biziljs Eigenproduktionen als Produzent zählen Jesus Christ Superstar, Evita, Aida und das Broadway-Musical Jekyll & Hyde. Zudem hat Bizilj etliche Festivals mitbegründet, etwa das Nahe-Festival oder die Domfestspiele Speyer.
Seit 2006 ist Bizilj auch als Filmproduzent tätig, dabei sind u. a. der Dokumentarfilm Letter to Anna über die russische Journalistin Anna Politkowskaja und Frühstück mit einer Unbekannten von Maria von Heland zu nennen. 2016 eröffnete Jaka Bizilj The Wall Museum Berlin an der East Side Gallery in Berlin.
Im August 2020 initiierte Jaka Bizilj eine humanitäre Rettungsaktion für den russischen Oppositionellen Alexei Nawalny. Im September 2020 brachte Jaka Bizilj den chinesischen Künstler Ai Weiwei für einen längeren Besuch zurück nach Deutschland. Er arrangierte eine „Aussöhnung“ mit den Berliner Taxifahrern sowie Filmvorführungen und eine Diskussion zu China und Hongkong im Bundestag am 29. September 2020 mit Cinema for Peace, Amnesty International sowie CDU, SPD, Bündnis 90/Die Grünen und FDP.
Im November 2020 erkrankte Jaka Bizilj schwer an Corona und gab noch von der Intensivstation der Charité aus Interviews, um die Öffentlichkeit für die Gefährlichkeit des Virus zu sensibilisieren.

## Produktionen (Auswahl)
- seit 1996 – The Black Gospel Singers
- seit 1997 – Nabucco, Aida
- seit 1998 – Carmen
- seit 1999 – Magic of the Dance
- seit 2000 – Romanza mit Helen Schneider, Burgfestspiele Königstein/FFM, Nahe-Festival (bis 2005)
- seit 2001 – Stardance, Dancing Queen/Abbafever
- seit 2002 – Evita
- seit 2003 – Die Wiener Johann Strauss Walzer-Gala, Festival unter Sternen/Schloss Herrenchiemsee
- seit 2004 – Die Zauberflöte, Jedermann
- seit 2005 – Last Night of Spectacular Classic, Arena di Bavaria, Wörtherseefestspiele
- 2006 – The World Football Concerts zur FIFA-WM, Jesus Christ Superstar, Galanacht des Musicals, Mozart-Gala
- 2007 – The Lord of the Rings in concert, Queen – eine Ballett-Hommage von Ben van Cauwenberg
- 2008 – Aida – das Musical von Elton John & Tim Rice
- 2009 – Jekyll&Hyde
- 2011 – Phantom of the Opera Geburtstagsgala in der O2-World in Berlin, The Fantastic Shadows – Die Welt der Schatten
- 2012 – The Fantastic Shadows – Die Welt der Schatten
- 2014 – Der Kleine Prinz
- 2018/2019 – Der Herr der Ringe & Der Hobbit in Concert mit Billy Boyd, Ben Becker, Sky du Mont

Produktionen mit ideellem Hintergrund
- 2009 – Cinema for Peace Dinner zu Ehren von Michail Gorbatschow anlässlich des 20. Jahrestages des Mauerfalls[10]
- 2010 – A Special Evening on Justice in Kampala, Uganda[11]
- 2010 – An Evening for Africa in New York mit Präsident Paul Kagame, Bob Geldof und Sharon Stone[12]
- 2010 – Green Evening mit Sebastian Copeland und Orlando Bloom in Berlin[13]
- 2011 – Cinema for Peace Honorary Dinner Cannes u. a. mit Sean Penn, Leonardo DiCaprio, Robert De Niro, Uma Thurman und Jane Fonda[14]
- 2011 – Präsentation des ersten Universellen Menschenrechtslogos und Cinema for Peace Dinner in New York[15]
- 2011 – Justice Gala in New York gemeinsam mit dem Internationalen Strafgerichtshof[16]
- 2012 – Art & Cinema for Peace Art Basel in support of Ai Weiwei
- 2015 – Cinema for Peace Real Life Heroes Dinner in Los Angeles zu Ehren von u. a. Amelia Boynton Robinson

## Filmproduktionen
- 2007 – Frühstück mit einer Unbekannten
- 2008 – Letter to Anna, Dokumentarfilm von Eric Bergkraut über Anna Politkowskaja
- 2011 – After the Silence, Co-Produzent[17]
- 2015 – Voices of Srebrenica, Regie und Produzent[18]